# M50盎圖斯無後座力自走炮
M50盎圖斯，正式名稱106毫米多管無後座力自走炮M50型（英語：Rifle, Multiple 106 mm, Self-propelled, M50），是一款曾由美國海軍陸戰隊使用的輕裝甲反戰車履帶自走炮。M50最初是於1950年代為空降部隊所研發的反坦克武器，能夠快速殲擊敵方戰車。
M50的主要武裝為六門M40無後座力炮，能夠以相當高的射速依序射擊，從而保證擊毀目標。儘管M50原先是為美國陸軍的空降部隊所研發的反戰車自走炮，但最終的主要用戶卻是美國海軍陸戰隊，原因是陸軍對這款自走炮興趣缺缺；他們更喜歡無裝甲但重量極輕且方便運輸的M56蠍式。M50僅僅生產了297輛後便停產。M50隨陸戰隊參與了越戰中大大小小的戰役，並獲得相當正面的評價，不少報告指出M50在前線提供直接火力支援時能掃除大量敵軍部隊。即便如此，M50最終仍於1969年除役。

## 發展
M50盎圖斯（英語：Ontos，為希臘語「東西」之意）最初於1950年代被發展出來，作為一種可由運輸機運送的驅逐戰車。這表示M50不能太重，因此整體重量被嚴格限制在10到20公噸之間。另外，M50也僅能安裝陸軍軍用卡車使用的六汽缸引擎以盡可能的減輕車重。1955年8月12日，阿里斯 - 查爾默斯公司（Allis-Chalmers）獲得生產297輛M50的訂單。
阿里斯 - 查爾默斯公司於1952年完成的第一輛M50原型車是以M56蠍式自走炮的傳動裝置為基礎建造而成的。它的車體上安裝了一個全鋼製炮塔，炮塔的左右兩側各裝有三門無後座力炮，並以支架固定。早期型號的M50，炮塔僅能旋轉約15度。第二輛原型車則使用了新的懸吊系統，新的履帶，以及一個可以旋轉40度的新炮塔。然而，由於車內狹窄不足的空間，M50僅能攜帶18發炮彈。六門無後座力炮的其中三門裝有.50口徑的同軸觀測機槍，能夠發射與106毫米無後座力炮相同彈道的子彈，以便觀測是否命中目標，並可以有效提升主炮的命中率。另外，M50也配有一挺M1919A4機槍作為反步兵武器。
稍後，M50在阿伯丁試驗場接受實地檢測。當M50的六門主炮同時開火時，炮尾的震波震落了試驗場附近一棟建築物的數塊磚頭，並震碎了附近數輛車的車窗。原型車的開發工作及測試程序於1955年完成。也大約是同一時間，陸軍取消了M50的訂單。
作為一輛反坦克自走炮，M50有諸多問題，其中包括所能攜帶的彈藥太少、車身相對而言過於龐大，以及操作人員必須到車外才能重新裝填主炮，從而暴露於敵火射擊的威脅之下。雖然陸軍對M50失去了興趣，但當時的海軍陸戰隊極度缺乏有效的反坦克武器，因此下訂了297輛M50，生產從1955年開始到1957年為止。美國海軍陸戰隊於1956年10月31日接收了第一輛M50。

### 型號及後續升級
M50也衍生出了不同的型號，T55步兵通用履帶車（Utility Vehicle, Tracked, Infantry, T55 ）即是一例。這是一種輕型的裝甲運兵車，但僅建造了兩種不同版本的原型車。由於過於狹窄的車內空間，僅能載運五名步兵，而且駕駛員還得趴著駕駛車輛以騰出更多空間，T55很快便被證明是一種不實用的設計。T55還有一種「放大」的版本，也就是T56步兵通用履帶車（Utility Vehicle, Tracked, Infantry, T56 ）。T56雖然能載運一個完整的八人小隊，但小隊成員的武器裝備卻必須置於車外。兩種版本都被認為實用性不高。
1960年代曾有一種提案設計提議將M50的106毫米主炮替換為一款裝有自動裝填系統（類似於左輪手槍的供彈方式）的105毫米炮。然而，該項提議並沒有被接受。
稍後又有一項升級提案，內容是淘汰現有的軍用卡車引擎，並以一具克萊斯勒361 cu in V8引擎替換。這項升級被採納並進入量產，升級後的型號名為106毫米多管無後座力自走炮M50A1型（Rifle, Multiple 106 mm, Self-propelled, M50A1）。然而，在海軍陸戰隊最初下訂的297輛M50中，僅有176輛於1963年至1965年間被改裝為M50A1。

## 服役狀況
雖然M50最初被設計為驅逐戰車，但它更常被用於步兵戰鬥中提供直接火力支援，而這個角色在M50的操作訓練及教戰守策中皆被認為是不重要的。一如美國陸軍的M113裝甲運兵車，M50薄弱的裝甲僅能抵擋輕兵器的射擊，地雷、火箭筒或是手榴彈皆會對M50造成嚴重損傷。因此，許多M50都被部署於防禦陣地中。
M50的乘組員十分喜愛它，它的車長更是對之讚譽有加。相對較輕的重量也表示M50可以到達一般坦克無法到達的地方。在順化戰役中，兵團指揮官史丹利·休斯上校因M50的優異表現，稱其為陸戰隊中最有效的支援武器。M50優異的機動性使其比起折損率相當高的坦克而言更不容易被擊中，從而增加了戰場生存率。在大約300到500碼的距離內（約270至460公尺），M50的無後座力主炮可以輕易地在牆面上打出一個大洞，更甚者可以直接摧毀整面牆。M50的存在有時便已足夠讓敵人拔腿就跑。一則在戰場上流傳的軼聞描述在一場戰鬥中，北越軍隊迅速撤出固守已久的建築物中，僅僅因為M50向該棟建物發射了一發觀測彈藥。
1969年5月，M50正式除役。剩餘的一部分M50被交給陸軍的一些輕裝步兵團。這些步兵團持續使用M50，直到耗盡維修零件為止，他們接著將M50的炮塔取下，用作固定防禦工事。1970年代自越南被送回國以及其他餘下的M50則多半被拆毀，但其中有部分的M50底盤被改裝為工程用車。

## 現存的M50
目前現存並開放展示的M50保存於下列地點：
- 肯塔基州諾克斯堡的巴頓裝甲騎兵博物館。

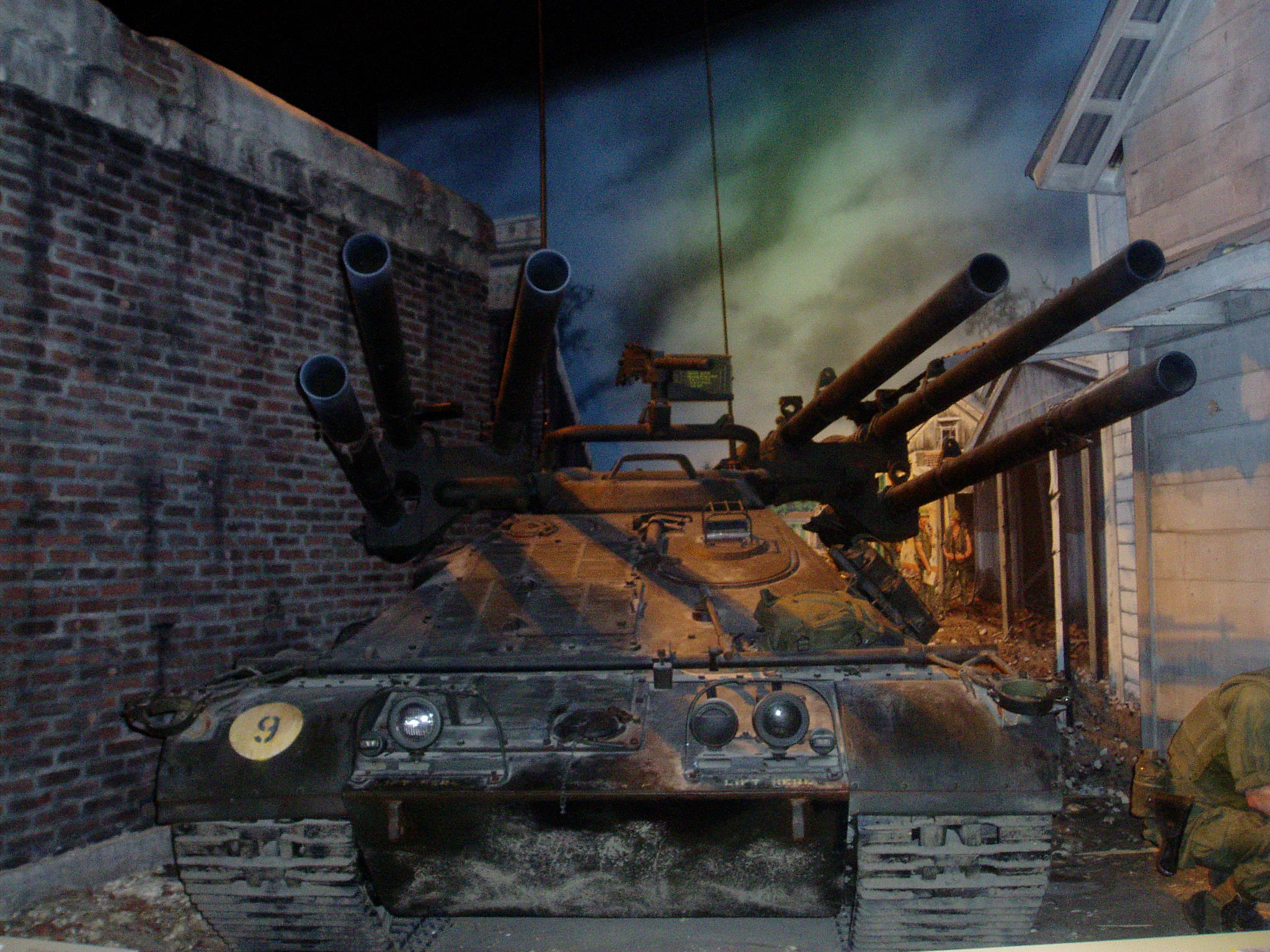
於國家海軍陸戰隊博物館中展出的M50自走炮。

- 伊利諾州羅克艾蘭郡的羅克艾蘭兵工廠博物館。
- 印第安那州愛丁堡的艾特伯利兵營。
- 加州艾爾蒙地的美國軍事博物館展有一輛遺失六門無後座力炮的M50。
- 馬里蘭州阿伯丁的阿伯丁試驗場博物館擁有一輛T165E2，為M50的第19輛原型車，不過目前處於非公開展覽狀態。
- 維吉尼亞州匡提科的國家海軍陸戰隊博物館展有一輛完整的M50A1。
- 北卡羅來納州傑克森維爾的北卡羅來納美國海軍陸戰隊博物館擁有一輛可運作的M50A1，不過目前並未展出。
- 加州中國湖（China Lake）的一處海軍基地有一輛露天展示的M50A1。[2]
- 加州二十九棕櫚村海軍陸戰隊陸空戰鬥中心有一輛露天展示的M50A1。
- 加州波托拉谷的軍用車輛科技協會擁有一輛T165E1原型車及一輛T165E2。
- 奧克拉荷馬州錫爾堡的美國陸軍炮兵博物館。
- 加州馬里斯維爾的被遺忘的戰士博物館（Museum of the Forgotten Warriors）。[3]

## 外部連結
- Digger History page on the Ontos （页面存档备份，存于）
- Ontos photographs and links （页面存档备份，存于）
- Ontos Anti-Tank Vehicle by Peter Brush